# Joe Knowles (cầu thủ bóng đá, sinh năm 1871)
Joseph Knowles (16 tháng 12 năm 1871 - 1955) là một cầu thủ bóng đá chuyên nghiệp người Anh thi đấu ở vị trí hậu vệ biên cho Sunderland.